# エム・ティ・プランニング
株式会社 エム・ティ・プランニングは、1993年、宮本秀三が設立した映像制作プロダクションである。(略称：MTP)

## 略歴
1993年 株式会社 エム・ティ・プランニング設立

2012年 赤坂パークプラザ3階に移転

## 事業内容
- テレビ番組制作
スポーツ、ドキュメンタリー、バラエティ、情報
- VP・CM制作
プロモーション映像
- モバイルコンテンツ制作
- DVD企画制作
- 技術制作(スポーツコーダー・CG開発)
- グラフィック制作(CGデザイン)
オンエアーグラフィックス、CG合成、ロゴ制作、バーチャル
- ビデオ編集・MA業務
- 広告代理業務
- 海外番組販売

## 主な取引先
- 日本放送協会
- 株式会社TBSテレビ
- 株式会社フジテレビジョン
- 関西テレビ放送株式会社
- 朝日放送株式会社
- 株式会社毎日放送
- 株式会社スカパーブロードキャスティング
- 株式会社WOWOW
- 株式会社日本レジャーチャンネル
- 株式会社ジェイ・スポーツ・ブロードキャスティング
- 東京メトロポリタンテレビジョン株式会社
- 千葉テレビ放送株式会社
- 株式会社テレビ埼玉
- ワールドハイビジョンチャンネル株式会社